# Храм Святого Духа у Вільнюсі
Церква Святого Духа (також церква монастиря Святого Духа, Храм на честь Зішестя Святого Духа на апостолів) — головний храм православного монастиря Святого Духа у Вільнюсі, найважливіший православний храм Литви, пам'ятка історії й архітектури. Розташовується в Старому місті, неподалік від Острої брами і костелу Святої Терези.
Храм охороняється державою як об'єкт культурної спадщини національного значення; код в Реєстрі культурних цінностей Литовської Республіки 27311.

## Історія
Початково дерев'яна, церква була побудована на кошти двох сестер: Феодори (дружини берестейського воєводи) і Ганни (дружини смоленського воєводи) Волович у 1597 р. на їх власній земельній ділянці.
Храм став притулком для православного Свято-Троїцького братства, яке незадовго до цього втратило Свято-Троїцьку церкву, що перейшла до греко-католиків. З цього часу братство стало називатися Свято-Духівським. Незабаром храм став монастирським (ймовірно, з 1609 р.), з училищем, лікарнею для бідних і друкарнею. До 1611 р. храм був єдиним православним у Вільнюсі.
У 1634 р. з дозволу короля Владислава IV на місці старого дерев'яного збудували новий кам'яний Свято-Духівський храм з головним престолом на честь Зішестя Святого Духа на апостолів і з боковими вівтарями в ім'я апостола Іоана Богослова і святих рівноапостольних Костянтина і Олени.
У 1677 р. в монастирському храмі на запрошення ректора братського училища Климента Тризни читав проповіді ієромонах Димитрій, згодом митрополит Ростовський. На початку XVIII століття шведи розорили монастир і церкву. Велику матеріальну допомогу в його відновленні надав у 1708 р. цар Петро I.
У спустошливих пожежах 1748-1749 роках храм згорів дотла. Відновлювальні роботи проводилися під керівництвом архітектора Йоганна Крістофа Глаубіца і тривали до 1753 р.; реставрація інтер'єру продовжувалась ще деякий час.

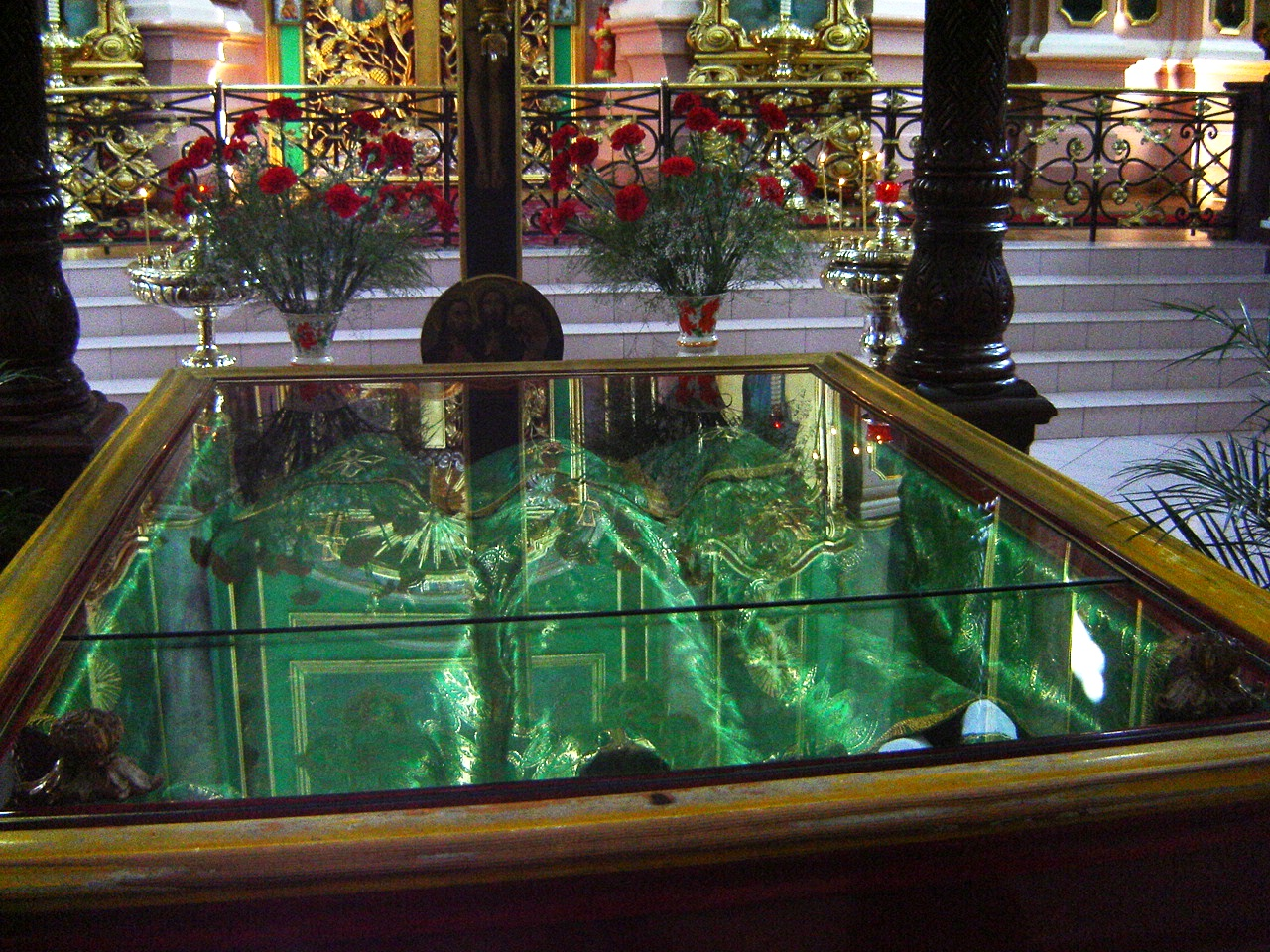
Мощі віленських мучеників

У 1810 р. Церква Святого Духа стала центром скандалу. Її настоятель Тимофій (Самбікін) у суботу на світлій седмиці в єврейському будинку обвінчав хворого на туберкульоз полковника Зеленіна, який через три дні після того помер, з жінкою, від якої Зеленін мав уже трьох дітей. Шлюб цей був визнаний недійсним, а архімандрит Тимофій тимчасового позбавлений права священнослужіння. Про його вчинок було повідомлено у єпархії: «Справа ця, архімандритом Тимофієм скоєна була по простодушності, не заради користі й не з іншої ганебної причини». Заборона була знята з нього 7 травня 1812 р. вже при новому мінському архієпископі Серафимі.
Під час війни 1812 року із французами храм був розорений і осквернений наполеонівськими солдатами, але завдяки пожертвам віленського купця  Олександра Слуцького відремонтований. У 1814 р. у склепі під вівтарем були знайдені мощі святих віленських мучеників Антонія, Іоана та Євстафія (таємно зберігалися там з 1661 р.).
Після перебудови під керівництвом полоцького єпархіального архітектора А. Порто в 1836-1837 рр. храм набув сучасного зовнішнього вигляду. Були відкриті склепіння, надбудований купол, покритий металом дах. На кошти, пожертвувані віленським генерал-губернатором Ф. Я. Мірковичем, споруджені ворота монастирського корпусу у псевдоросійському стилі (1845 р.).
У 1850 р. архієпископ Віленський і Литовський Йосиф (Семашко) організував у храмі печерну церкву в честь віленських мучеників. Мощі святих Антонія, Іоанна та Євстафія були поміщені туди у 1852 р.. З ініціативи віленського генерал-губернатора М. М. Муравйова храм і дзвіниця перебудовувалися для усунення ознак бароко, що асоціювались із католицизмом (роботи завершилися до 1873 р.).
У 1904 р. в монастирі похований архієпископ Ювеналій (Половцев), який очолював єпархію з 1898 р..
З 1908 р. за архієпископа Нікандра (Молчанова) розпочато капітальний ремонт всередині храму. Пілястри покриті штучним білим мармуром, ліпнина пофарбована білою олійною фарбою, іконостас оновлений петербурзькою фірмою Жевержеєва, ікони реставровані художником І. П. Трутнєвим.

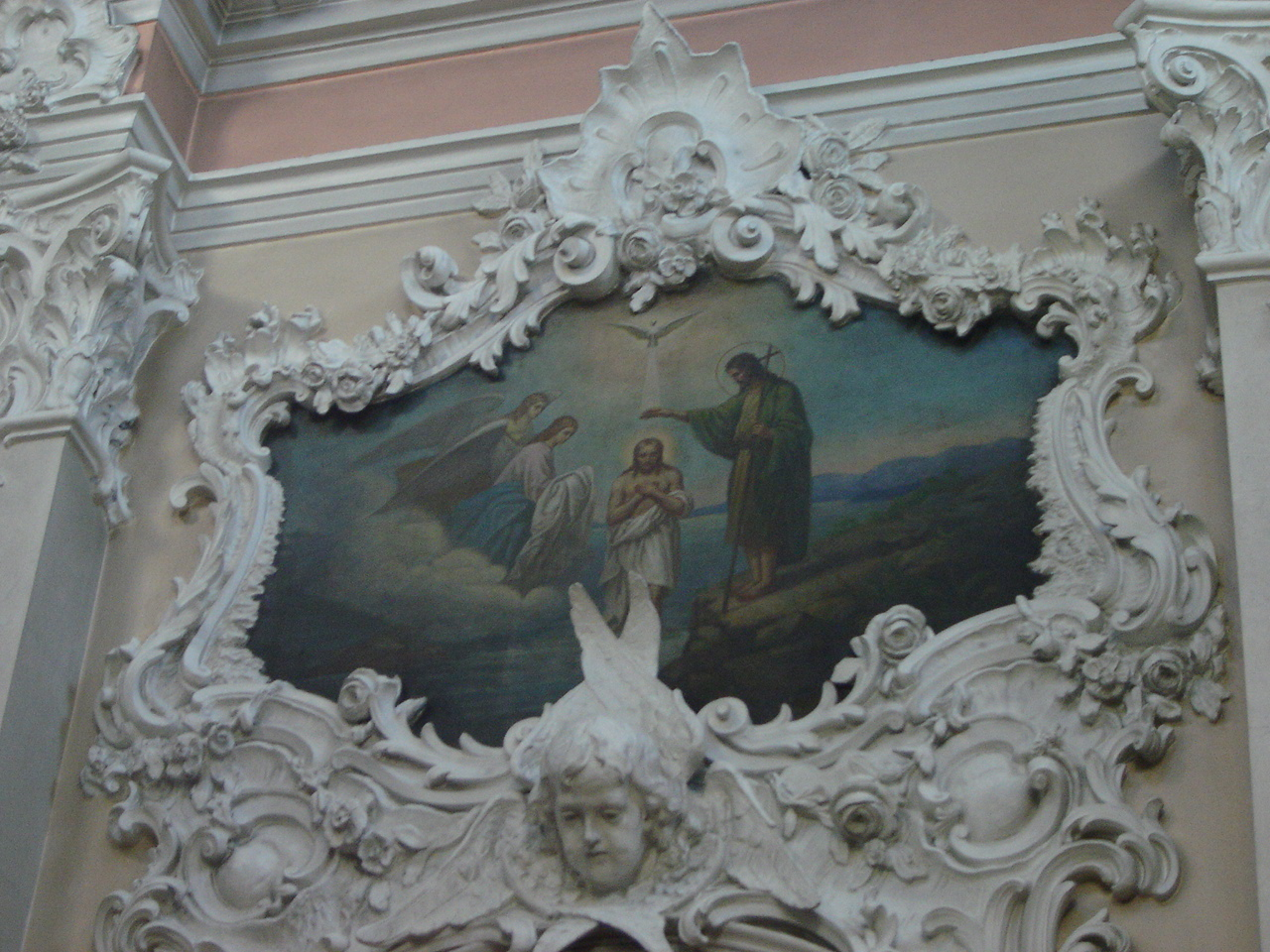
Деталь інтер'єру

Під час Першої світової війни з наближенням німецьких військ у серпні 1915 р. мощі віленських мучеників були евакуйовані в Москву (знаходилися спочатку у Донському монастирі, потім їх використовували в атеїстичній пропаганді). Евакуйовані були й жителі монастиря, за винятком двох ієромонахів і одного ієродиякона.
Храм дуже постраждав під час Другої світової війни і відновлювався коштами, виділеними Патріархом Московським і всієї Русі Алексієм I. Він сприяв поверненню у храм мощей віленських мучеників. До Вільнюса мощі були доставлені літаком 26 липня 1946 р. у супроводі єпархіальної делегації, призначеної архієпископом Віленський і Литовським Корнилієм Поповим, у складі архімандрита Никодима Подрєзова, протоієрея Миколи Дем'яновича, архідиякона Сергія Вощенка і мирянина Кирила Сухова.
За митрополита Хризостома у 1990-ті храм ґрунтовно оновлено. У 1997 р. саркофаг з мощами перенесено з крипти до місця навпроти іконостасу.

## Архітектура

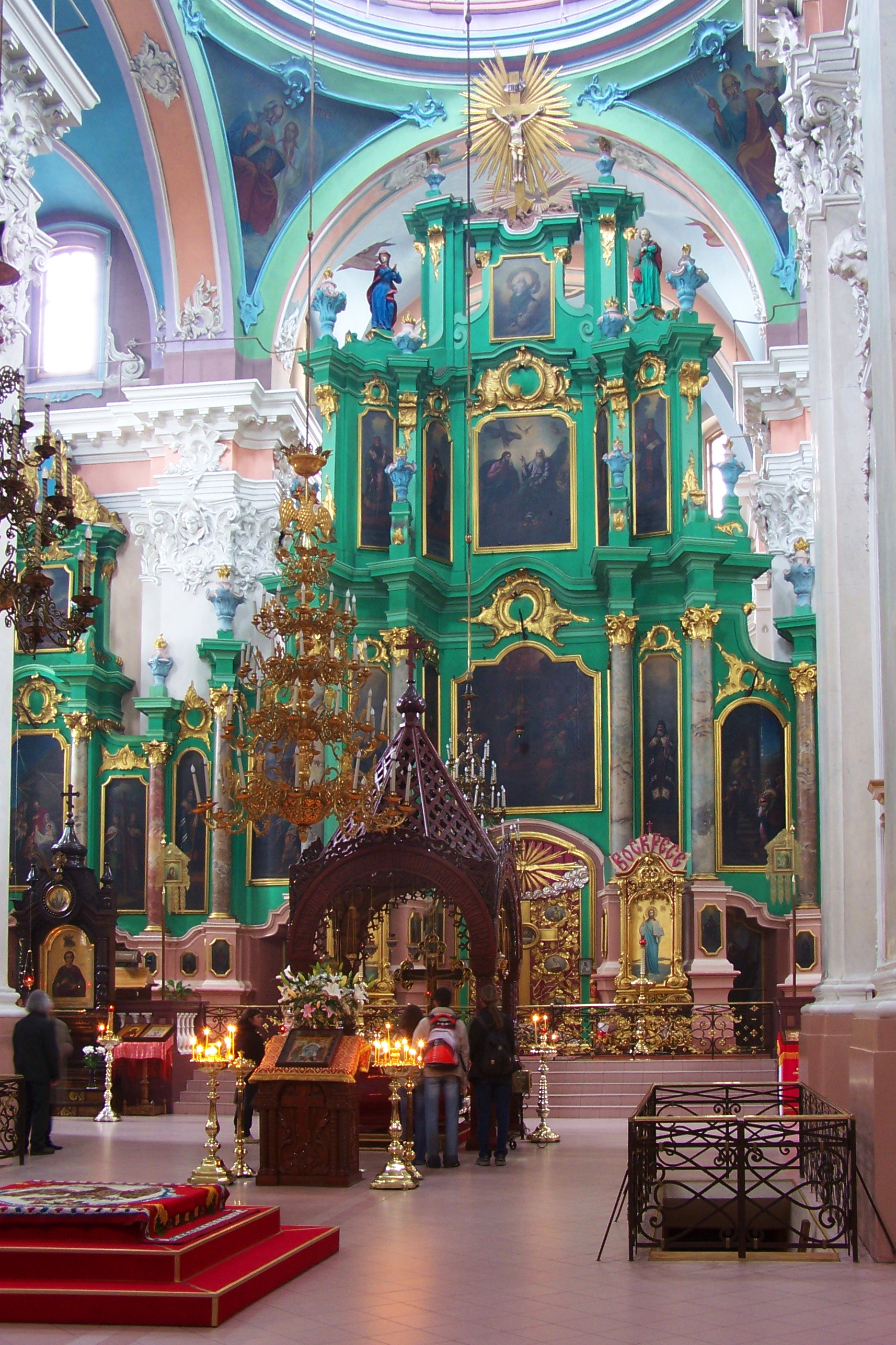
Іконостас

Церква — єдиний у Литві православний храм з виразними рисами віленського бароко. Спокійний симетричний силует із двома невеликими баштами й куполом висотою 49 м доповнює масивна висока дзвіниця, що стоїть окремо.
У архітектурному плані церква належить до того типу єзуїтських костелів, першим серед яких у Вільнюсі був костел Святого Казимира. В основі храму лежить характерний  латинський хрест. Над схрещенням головного і поперечного нефів підіймається високий купол. Бічні поздовжні нефи, поділені на окремі каплиці, створюють прямокутну у плані будівлю.
Внаслідок перебудов, закінчених до 1873 р., були зруйновані хвилястий бароковий фронтон між вежами й волюти, купол піднятий на високому барабані. Купол постраждав в 1944 р., але в тому ж році був відремонтований. Дзвіниця пізнього бароко була перебудована у стилі класицизму.
Інтер'єр храму прикрашає цінний витвір барокового мистецтва — дерев'яний триярусний іконостас, виготовлений за проєктом І. К. Глаубіца (1753-1756). Храм прикрашають дванадцять ікон І. П. Трутнєва.